# Raphiscopa
Raphiscopa är ett släkte av fjärilar. Raphiscopa ingår i familjen nattflyn.
Kladogram enligt Catalogue of Life:
| Raphiscopa | \| \| Raphiscopa invenusta \| \| \| \| \| \| Raphiscopa serrata \| \| \| \| \| \| Raphiscopa undulata \| \| \| \| |
|            | \| \| Raphiscopa invenusta \| \| \| \| \| \| Raphiscopa serrata \| \| \| \| \| \| Raphiscopa undulata \| \| \| \| |
|            | Raphiscopa invenusta                                                                                              |
|            | |
|            | Raphiscopa serrata                                                                                                |
|            | |
|            | Raphiscopa undulata                                                                                               |
|            | |